# Revivim
Revivim (hebreiska: רביבים) är en ort i Israel.   Den ligger i distriktet Södra distriktet, i den södra delen av landet. Revivim ligger 286 meter över havet och antalet invånare är 800.
Terrängen runt Revivim är platt. Runt Revivim är det ganska glesbefolkat, med 42 invånare per kvadratkilometer. Revivim är det största samhället i trakten. Trakten runt Revivim är ofruktbar med lite eller ingen växtlighet.